# قانون اساسی ترکمنستان

قانون اساسی ترکمنستان برترین قانون در کشور ترکمنستان است. این قانون در همه‌پرسی ۱۸ مه ۱۹۹۲ به تصویب رسید.

## مقدمه
ما مردم ترکمنستان
براساس حق ذاتی تعیین سرنوشت خویش
خود را مسئول وضعیت کنونی و آیندۀ وطن خود می‌دانیم.
صادقانه به نیاکان خود اظهار می‌داریم در یکپارچگی، صلح و تفاهم زندگی می‌کنیم، از ارزش‌ها و منافع ملی مراقبت می‌کنیم،
حاکمیت مردم ترکمنستان را تقویت می‌نماییم،
حقوق و آزادی‌های شهروندان را تضمین کرده، صلح مدنی و وحدت ملی را تأمین می‌کنیم،
و اساس حکومت را برای مردم و دولت را بر پایۀ قانون قرار می‌دهیم،
بدین وسیله این قانون اساسی را به عنوان قانون بنیادین ترکمنستان تصویب می‌کنیم.

## ساختار
این قانون در هشت بخش و 142 ماده تنظیم شده‌است.